# Lechința (Bistrița-Năsăud)
Lechința (en hongrois : Szászlekence) est une commune du județ de Bistrița-Năsăud en Transylvanie (Roumanie).